# Jubilee Hall
Pour les articles homonymes, voir Jubilee.
Le Jubilee Hall est un bâtiment universitaire américain à Nashville, dans le Tennessee. Situé sur le campus de l'université Fisk, cet édifice néogothique complété en 1876 est inscrit au Registre national des lieux historiques depuis le 9 décembre 1971 et classé National Historic Landmark depuis le 2 décembre 1974. C'est en outre une propriété contributrice au district historique de Fisk University depuis la création de ce district historique le 9 février 1978.